# Plaza Luxardo
Plaza Luxardo es una comuna situada en el departamento San Justo, provincia de Córdoba, Argentina. 
Además de la villa propiamente dicha, abarca Estación Luxardo, ubicada 10 km al Este sobre la ruta provincial 1.
Se encuentra situada a 15 km de la ciudad cabecera del departamento San Justo, San Francisco y aproximadamente a 270 km de la Ciudad de Córdoba.
Existen en cada localidad un dispensario (Plaza Luxardo y Estación Luxardo) una escuela primaria, un puesto policial y un edificio comunal en el cual se efectúan gran parte de las funciones administrativas, también se implementó un colegio para adultos, existe un C.B. rural en Plaza Luxardo, también se incorporó un registro civil y se reformó la estación de ómnibus.

## Economía
La principal actividad económica es la agricultura seguida por ganadería, siendo los principales cultivos la soja y el maíz.
La producción láctea y el turismo también tienen relevancia en la economía local. 

## Población
Cuenta con 218 habitantes (Indec, 2022), lo que representa un incremento del 59% frente a los 90 habitantes (Indec, 2010) del censo anterior.
| Gráfica de evolución demográfica de Plaza Luxardo entre 1991 y 2022 |
|                                                                     |
| Fuente: Censos nacionales del INDEC                                 |

## Clima
El clima es templado con estación seca, registrándose una temperatura media anual de 25° aproximadamente. En invierno se registran temperaturas inferiores a 0° y superiores a 35° en verano.
El régimen anual de precipitaciones es de aproximadamente 800 mm.
- Datos: Q392751